# Polycytemia vera
Polycytemia vera är en blodsjukdom som innebär att det produceras för många röda blodkroppar. Det kan dessutom finnas en överproduktion av vita blodkroppar och trombocyter. Det ökade antalet röda blodkroppar gör att blodet flyter trögare.
Sjukdomen kallas även Vaquez-Oslers sjukdom eller enbart Vaquez sjukdom efter dess upptäckare.

## Sekundär polycytemi
Polycytemia vera måste skiljas från sekundär polycytemi. Sekundär polycytemi beror på en ökning av erytropoetin (EPO) som ger en ökning av röda blodkroppar. Denna uppstår naturligt på stor höjd och vid sjukdomar med dålig syretillgång i kroppen.

## Symtom
Patienten kan få symtom som vid dålig cirkulation då det höga blodvärdet ökar blodets viskositet. Ibland föreligger järnbrist på grund av den snabba blodbildningen. Denna behandlas dock inte då järnbristen bidrar till att hålla nere den höga erytrocytproduktionen.
Vid diagnos kan patienter uppvisa följande symtom: 
- nedsatt livskvalitet
- trötthet
- sömnsvårigheter
- klåda, framför allt efter dusch
- huvudvärk
- ansiktsrodnad
- stickningar i fingrar och tår

## Behandling
Behandling sker genom att:
- Man tappar patienten på ca 4 dl blod, vanligtvis var 4:e till var 6:e vecka, för att hålla EVF < 0,45.
- Ibland ges interferon eller cellgifter (benmärgshämmande läkemedel).
- Blodförtunnande läkemedel för att minska risken för tromboser

Det går inte att bota Polycytemia vera, men blodtappning gör ofta att den drabbade kan leva ett väl fungerande liv. 
Vanligt är även att behandling sker med den radioaktiva fosforisotopen P-32. Patienten får dricka vattenlösning med P-32 vartefter fosforet binds till benmärgen och då P-32 är en ren betastrålare ges lokal stråldos till benmärgen vilket hämmar överproduktionen av röda blodkroppar. Vanligt är att en P-32 behandling är patienten behjälplig i 1-2 år vartefter den kan upprepas vid behov. Vid många behandlingar kommer stråldosen till benmärgen slutligen vara den begränsande faktorn till när mer sådan behandling ej kan ges.